# Žabljak (gmina Cetynia)
Žabljak (cyr. Жабљак) – wieś w Czarnogórze, w gminie Cetynia. W 2011 roku liczyła 26 mieszkańców. Nad wsią góruje twierdza Žabljak Crnojevicia.